# Chałacie
Chałacie – kolonia w Polsce, w województwie kujawsko-pomorskim, w powiecie lipnowskim, w gminie Skępe.
Do 2023 miejscowość była przysiółkiem wsi Czermno.
W latach 1975–1998 przysiółek administracyjnie należała do województwa włocławskiego.